# Francisco Santamaría Herrero
Francisco Santamaría Herrero (Madrid, 28 de junio de 1925-Chile, 19 de marzo de 2014) fue un químico español asentado en Chile. Profesor titular de Química en la Universidad de Chile, donde fue Decano.

## Biografía
Licenciado en Químicas en la Universidad de Madrid (1950). Durante sus años universitarios se incorporó al Opus Dei. En 1951, se trasladó a Chile para iniciar la labor apostólica del Opus Dei en aquel país.
En 1952 comenzó su carrera docente en el Instituto Tecnológico y en la Escuela de Ingeniería de la Universidad Católica de Chile como profesor de Química General, Inorgánica y Analítica. Posteriormente, continuaría su labor docente en la Universidad de Chile (1957) y en la Academia Politécnica Militar (1959). En la década de los cincuenta se desvinculó del Opus Dei.
Fue profesor Titular y Director del Departamento de Química, que pasaría posteriormente a denominarse Departamento de Ciencias de los Materiales. El 15 de julio de 1976 fue nombrado Decano de la Facultad de Ciencias, cargo que ostentaría hasta 1980.
Casado con Josefina Aragoneses, el matrimonio tuvo un hijo: Francisco Javier.

## Publicaciones
Su publicación más conocida es el manual de “Química General” (1966), convertido en un clásico de la enseñanza de la Química en Chile. Numerosas generaciones de estudiantes, durante más de cuarenta años, han aprendido los fundamentos de la Química a través de esta obra que alcanzó nueve ediciones.